# Comunità montana del Metauro
La Comunità Montana del Metauro aveva sede a Fossombrone, in provincia di Pesaro e Urbino nelle Marche. È stata soppressa dal 1º gennaio 2011.

## Comuni
Era costituita dai comuni di Barchi, Fossombrone, Isola del Piano, Mondavio, Montefelcino, Montemaggiore al Metauro, Orciano di Pesaro, Piagge, Saltara, San Giorgio di Pesaro, Sant'Ippolito, Serrungarina.
Secondo i dati aggiornati al 31-12-2010 il comune più grande era Fossombrone con 9.823 abitanti e il più piccolo era Barchi (1.001 abitanti).

## Il territorio
Il territorio comunitario è di una superficie di 334,15 km², di cui 273,63 classificati montani. La popolazione è di 32.647 abitanti, di cui 26.666 residenti in territorio montano.
L'elemento unificante del territorio è il fiume Metauro, che proprio qui, dopo aver ricevuto le acque del Candigliano appena uscite dalla Gola del Furlo, inizia l'ultima parte del suo percorso verso l'Adriatico. Il letto del fiume si snoda attraverso una valle sempre più aperta, circondata da alture segnate dalla presenza dell'uomo fin dalla preistoria: si tratta di un sistema di colline che, per un breve tratto, si affaccia anche sulla valle del fiume Cesano, raccordandosi con i territori delle Marche centrali. Il paesaggio è quello tipicamente marchigiano, plasmato nei secoli dalle attività agricole, con i colori dominanti dati dal giallo dei campi di grano e dal verde delle coltivazioni vitivinicole, dagli oliveti e delle grandi querce.
Adagiati sui colli si alternano borghi storici ed insediamenti sparsi di case contadine; lungo il fondovalle hanno trovato sede i centri più popolosi, sia antichi che di recente formazione.
Sul profilo della valle, con lo sfondo dei Monti del Furlo, svettano alcuni rilievi che ricordano la vicinanza all'Appennino: il monte delle Cesane che raggiunge i 650 metri, ricoperto di fitti boschi, i prati del versante est del Monte Paganuccio (958 m) localmente chiamato "Monte Grande" e l'alto balcone di Fontecorniale (450 m) sul monte San Bartolo.

## Come raggiungere la Comunità Montana del Metauro
- Autostrada A14 (Bologna-Taranto) Uscita Fano
- Superstrada ss 73 bis (Fano-Grosseto)
- Ss Flaminia (Fano-Roma)
- Stazione ferroviaria di Fano
- Aeroporto di Ancona-Falconara

## Pubblicazioni
- Donne. Fotografia e società femminile nelle terre della Comunità Montana del Metauro, catalogo esposizione fotografica, a cura di Ilaria Biagioli, Ideostampa, 2007